# Сопрана
Сопрана (итал. Soprana) — коммуна в Италии, находится в регионе Пьемонт, в провинции Бьелла.
Население составляет 835 человек (2008), плотность населения составляет 167 чел./км². Занимает площадь 5 км². Почтовый индекс — 13834. Телефонный код — 015.
Покровителем коммуны почитается святой Иосиф Обручник, празднование 19 марта.

## Демография
Динамика населения:

## Администрация коммуны
- Официальный сайт: